# خلشفلام
خلشفلام (به انگلیسی: Khalshaflam) یک منطقهٔ مسکونی در پاکستان است که در خیبر پختونخوا واقع شده‌است.